# St-Louis de Dreux (Chapelle royale)

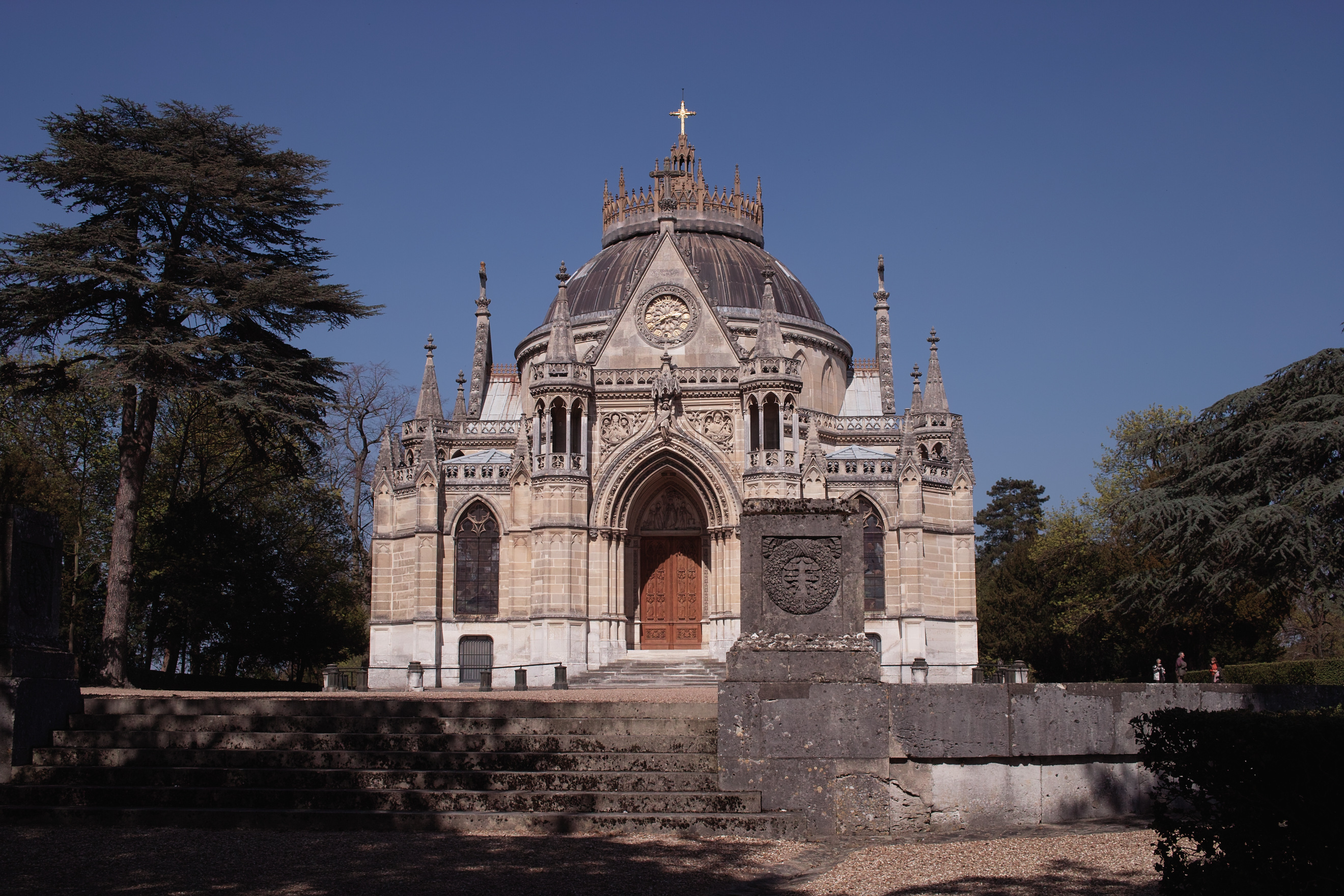
Chapelle Royale Saint-Louis in Dreux

Die Chapelle royale de Dreux, auch Chapelle Royale Saint-Louis, ist die ab 1816 in Dreux im Auftrag von Madame d’Orléans, Witwe des guillotinierten Philippe Égalité, durch Charles Philippe Cramail errichtete Grabstätte der Familie d’Orléans. Sie wurde nach ihrer Fertigstellung vom Volk als Saint-Denis des Orléans bezeichnet, eine Anspielung auf die Grablege der französischen Herrscher in der ehemaligen Abteikirche Saint-Denis.
König Louis-Philippe I. ließ das ursprüngliche Gebäude im Stil des neogotischen Historismus vergrößern.

## Geschichte
Als es Madame d’Orléans nach der Absetzung des Kaisers Napoléon I. gestattet wurde, aus dem Exil nach Frankreich zurückzukehren, beschloss sie, eine angemessene Grabstätte für ihre Familie errichten zu lassen. Zu diesem Zweck kaufte sie ein neben der Stiftskirche Saint-Étienne gelegene Gelände von François Belois zurück, das dieser im Jahre 1798 erworben hatte, nachdem es als Besitz der Familie de Bourbon-Penthièvre konfisziert worden war.
Den Auftrag für den Bau der Kapelle erteilte Madame d’Orléans am 14. Februar 1816 dem Pariser Architekten Charles-Philippe Cramail.

## In der Kapelle beigesetzte Personen
| - Anne Marie Louise d’Orléans, duchesse de Montpensier (1627–1693) - Philippe II. de Bourbon, duc d’Orléans (1674–1723) - Madame d’Orléans (1753–1821) - Bathilde d’Orléans, princesse de Condé (1750–1822) - Charles, Duc de Penthièvre (1820–1828) - Marie Christine d’Orléans (1813–1839) - Ferdinand Philippe d’Orléans, duc de Chartres (1810–1842) - Adélaïde d’Orléans (1777–1847) - Louis-Philippe I. (1773–1850), genannt der Bürgerkönig - Viktoria von Sachsen-Coburg-Saalfeld-Koháry, duchesse de Nemours (1822–1857) - Helene zu Mecklenburg, duchesse d’Orléans (1814–1858) - Maria Amalia von Neapel-Sizilien (1782–1866), Königin - Louis Philippe d’Orléans, prince de Condé (1845–1866) - Maria Karolina Augusta von Neapel-Sizilien (1822–1869) - François Louis d’Orléans, duc de Guise (1854–1872) - Maria Klementine von Habsburg-Lothringen, Fürstin von Salerno (1798–1881) | - Louis Philippe Albert d’Orléans, comte de Paris (1838–1894) - Louis d’Orléans, duc de Nemours (1814–1896) - Henri d’Orléans, duc d’Aumale (1822–1897) - Sophie in Bayern, duchesse d’Alençon (1847–1897) - Francisca de Bragança (1824–1898) - François d’Orléans, prince de Joinville (1818–1900) - Henri Philippe Marie d’Orléans (1867–1901) - Ferdinand d’Orléans, duc d’Alençon (1844–1910) - Robert d’Orléans, duc de Chartres (1840–1910) - Maria Isabella d’Orléans-Montpensier (1848–1919) - Pierre d’Orléans, duc de Penthièvre (1845–1919) - Ferdinand d’Orléans, duc de Montpensier (1884–1924) - Françoise Marie Amélie d’Orléans (1844–1925) - Louis Philippe Robert d’Orléans, duc d’Orléans (1869–1926) - Sophie-Joséphine d’Orléans (1898–1928) - Emmanuel d’Orléans, duc de Vendôme (1872–1931) - Jean d’Orléans, duc de Guise (1874–1940) - Henriette von Belgien, duchesse de Vendôme (1870–1948) - François d’Orléans (1935–1960) - Isabelle d’Orléans, duchesse de Guise (1878–1961) - Thibaut d’Orléans (1948–1983) - Henri d’Orléans (1908–1999) - Isabelle d’Orléans-Bragance (1911–2003) |

## Orgel

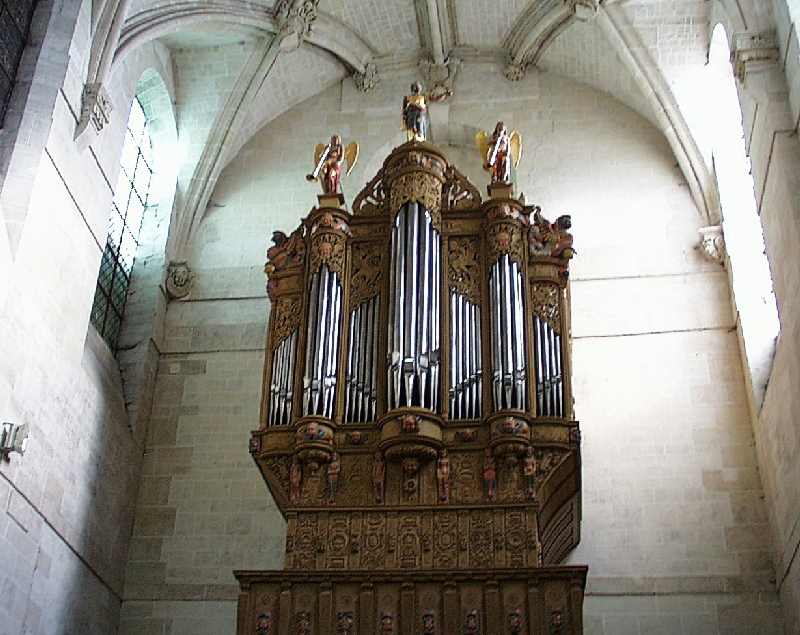
Cavaillé-Coll-Orgel von 1845

Aristide Cavaillé-Coll erbaute 1845 als Opus 77 eine Orgel mit zwei Manualen, Pedal und 20 Registern. 1875 erfolgte eine Revision, bei der drei Register geändert und einige umbenannt wurden. Erstmals verwandte er Kegelladen für die Prospektpfeifen. Die Basspfeifen des Basson-hautbois sind als Doppelkegelform gebaut, wie sie von Clicquot bekannt ist. Die Orgel hat seit 1875 folgende Disposition:
| I Grand Orgue |                  |     |
| 1.            | Bourdon          | 16′ |
| 2.            | Montre           | 8′  |
| 3.            | Flûte harmonique | 8′  |
| 4.            | Bourdon          | 8′  |
| 5.            | Salicional       | 8′  |
| 6.            | Prestant         | 4′  |
| 8.            | Flûte octaviante | 4′  |
| 9.            | Octavin          | 2′  |
| 10.           | Trompette        | 8′  |
| 11.           | Basson           | 8′  |
| 12.           | Clairon          | 4′  |

| II Récit expressif |                 |    |
| 13.                | Bourdon         | 8′ |
| 14.                | Viole de Gambe  | 8′ |
| 15.                | Voix céleste    | 8′ |
| 16.                | Dulciane        | 4′ |
| 17.                | Basson-Hautbois | 8′ |
| 18.                | Voix humaine    | 8′ |
|                    | Tremolo         |    |

| Pédale |           |     |
| 19.    | Soubasse  | 16′ |
| 20.    | Bombarde  | 16′ |
| 21.    | Trompette | 8′  |

- Koppeln: Tirasse Grand-Orgue, Copula
- Spielhilfen: Anches Grand-Orgue (basses), Anches Grand-Orgue (basses et dessus), Anches Grand-Orgue (dessus), Anches Récit (basses), Anches Récit (basses et dessus), Anches Récit (dessus).